# Павловден
Павловден (или още: Павльовден, Павлувден) е български празник, който се отбелязва главно в Източна България, за предпазване от огън, пожар, гръм, и по-рядко от градушка. Свързва се с народните представи за унищожителната сила на огъня. На Павловден не се работи (не се жъне) и не се пали огън дори за приготвяне на храна. В Източна Тракия не се меси хляб, за де не се сплъстява и червясва брашното.

## Cамостоятелен празник
Според църковния календар Павловден се празнува на 29 юни (Ден на Светите апостоли Петър и Павел), но народът го приема като самостоятелен празник и го отбелязва на следващия ден (30 юни).
| „ | "На Петровден да жънеш, за да не го одуха, а на Павльовден леж по очи, за да не го запали!" - "Малък Павльо големи бели прави!" („Паулус“ значи „малък“). | “ |

## Честване
През 2009 година край село Брежани се събират над 1000 души, правят традиционен курбан, присъстват предимно бивши миньори от закритата мина „Пирин“.